# Heterusia caesarica
Heterusia caesarica är en fjärilsart som beskrevs av Felder 1875. Heterusia caesarica ingår i släktet Heterusia och familjen mätare. Inga underarter finns listade i Catalogue of Life.